# Европейски път Е80
Е80 е международен път, част от европейската пътна мрежа. Той започва от най-западната част на континента – Лисабон, Португалия и завършва на източната граница на Турция с Иран. Е80 е един от европейските пътища, преминаващи през територията на България – от Калотина до Капитан Андреево по автомагистрала Европа, автомагистрала Тракия и автомагистрала Марица.

## Страни и градове
- Португалия: Лисабон – Сантарем – Лейрия – Коимбра – Авейру – Визеу – Гуарда – Вилар Формозу
- Испания: Саламанка – Валядолид – Бургос – Виктория-Гастеиз – Сан Себастиан
- Франция: Пау – Тулуза – Нарбон – Ним – Екс-ан-Прованс – Ница
- Италия: Вентимиля – Савона – Генуа – Ла Специя – Милярино – Ливорно – Гросето – Рим – Пескара
- Хърватия: Дубровник – Цавтат
- Черна гора: Петровац – Подгорица – Биело поле
- Косово: Нови пазар – Косовска Митровица – Прищина
- Сърбия: Ниш – Цариброд
- България: София – Пловдив – Свиленград
- Турция: Одрин – Бабаески – Силиври – Истанбул – Измит – Адапазаръ – Болу – Гереде – Илгаз – Амасия – Никсар – Рефахие – Ерзинджан – Аскале – Ерзурум – Агръ – Гюрбулак
- Иран: Базарган

Общата дължина на Европейски път Е80 от Лисабон до границата с Иран е 6102 km.

## Галерия
- Автомагистрала Тракия в българския участък на път Е80
- Европейски път Е80 при Сливница
- Изглед към град Драгоман от българския участък на европейски път Е80